# 吴培铭
吳培銘（英語：Goh Pei Ming，1981年—－），新加坡政治人物，人民行動黨成員，現任馬林百列－榜德高地集選區國會議員，亦曾任新加坡武裝部隊准將。2025年首次當選國會議員後，獲委任為社會及家庭發展部政務次長。他擁有康奈爾大學、史丹佛大學與倫敦國王學院等學歷背景，長期關注社區服務與家庭政策。

## 經歷
吳培銘出生於1981年，早年就讀鳳山小學、敦曼中學與維多利亞初級學院，學業表現優異，曾獲頒維多利亞初級學院最高榮譽，亦活躍於童軍與社區活動。其後獲新加坡武裝部隊獎學金，赴美國康奈爾大學修讀土木工程，以最高榮譽畢業，並先後取得倫敦國王學院國防研究碩士與史丹福大學管理科學與工程碩士學位。
他於2001年加入新加坡武裝部隊，歷任多項重要職務，包括陸軍第三師師長、聯合作戰部策劃總長、未來規劃與轉型部部長，以及聯合幕僚總長。2022年擔任國慶慶典籌委會主席，成功主導疫後首次全面回歸的國慶活動。2025年退役前，曾代表新加坡參與阿富汗與印尼等地之海外任務。
2025年4月，他代表人民行動黨參與全國大選，在所屬選區不戰而勝，自動當選為國會議員。隨後於2025年5月獲任命為社會及家庭發展部政務次長，負責推動家庭福利與社會政策相關事務。

## 事件

### 「退役將領從軍轉政」質疑
部分網民與政治評論者對武裝部隊高階軍官轉往政界提出疑慮，批評這類人選是否「真懂選民」或僅為「軍中包裝」；有評論諷刺稱這是「General Election（將軍選舉）」的典型案例；也有退役者回應指出，他們多年參與危機管理與公共政策，非毫無實戰經驗者。

### 「無戰而花」：未競選即高額支出引發關注
吳培銘在首份候選人費用報告中公開花費達10.4 萬新幣，為人民行動黨首批申報支出中最高金額，主要用於宣傳資料、實體廣告與傳單準備。然而，選區因無對手提出參選而獲得 “walkover”（不對抗自動當選）資格，該選區此次為人民行動黨自選區劃調整後首次無對抗當選。